# Mesabolivar cantharus
Mesabolivar cantharus là một loài nhện trong họ Pholcidae. Loài này được phát hiện ở Brasil.